# Entoloma subg. Inocephalus
Entoloma subg. Inocephalus, auch Filz-Rötlinge genannt, ist eine Untergattung aus der Gattung der Rötlinge, die in die sieben Sektionen Calliderma, Erophila, Hispidula, Inocephalus, Phlebophora, Staurospora und Tristia gegliedert ist.
Die Typusart ist Entoloma inocephalum.

## Merkmale
Zur Untergattung Inocephalus zählen Arten mit helmlings-, seltener ritterlingsartigen Fruchtkörpern. Der Hut ist faserig, schuppig oder filzig beschaffen. Die Huthaut ist ein Trichoderm oder Hymeniderm. Das Pigment ist meist ausschließlich intrazellulär, selten auch inkrustierend. Schnallen sind normalerweise vorhanden.

## Systematik
Im Jahre 1981 beschrieb Machiel Evert Noordeloos Inocephalus als Untergattung von Entoloma.

### SektionCalliderma
Die Arten in der Sektion Calliderma haben Fruchtkörper, deren Huthaut ein Hymeniderm aus kurzen, aufgeblasenen Elementen ist.
- Entoloma albogranulosum Noordeloos & Hausknecht 2002
- Samthütiger Filz-Rötling – Entoloma henricii E. Horak & Aeberhardt
  - Entoloma henricii var. aberrans E. Ludwig 2007
- Entoloma jennyae Noordeloos & Ten Cate (beschrieben als E. jennyi)
- Adernhütiger Rötling – Entoloma phlebodermum Noordeloos & Hausknecht 1998
- Entoloma pluteidermum Arnolds & Noordeloos 2004

### SektionErophila
In der Sektion Erophila sind Arten mit Fruchtkörpern gruppiert, deren Hut etwas braun schattiert, faserig, filzig oder deutlich schuppig und manchmal mit glimmerigen Partikeln strukturiert ist. Der Stiel hat entweder eine glatte oder faserige Oberfläche. Cheilozystiden fehlen oder treten vereinzelt auf und haben dann eine zylindrische oder schlank keulige Form. Die Arten fruktifizieren häufig im Frühjahr, aber einige auch oder nur im Herbst.
Diese Sektion beinhaltet eine kleine Gruppe sehr ähnlicher Arten, die sich hauptsächlich durch die Sporengröße, das Vorhandensein oder Fehlen von Zystiden und im Feld anhand der Stieloberfläche trennen lassen. Die meisten Arten (Entoloma brunneoflocculosum, Opaker Rötling, Aufgerauter Filz-Rötling und Mausgrauer Filz-Rötling) sind sehr selten, weshalb über ihre Variabilität erst wenig bekannt ist. Künftige Studien können möglicherweise die Artenzahl reduzieren. Der Helle Filz-Rötling hat eine äußere Ähnlichkeit mit den Vertretern der Sektion Erophila, weicht aber in der Pigmentation ab und ist wahrscheinlich nicht näher mit ihnen verwandt. Entoloma milleri ist soweit nur aus dem arktischen Archipelago von Svalbard (Norwegen) bekannt.
- Entoloma brunneoflocculosum Arnolds & Noordeloos 2004
- Entoloma milleri Noordeloos 2004
- Opaker Rötling – Entoloma opacum (Velenovský 1920) Noordeloos 1987
- Aufgerauter Filz-Rötling – Entoloma plebeioides (Schulzer 1876) Noordeloos 1985
- Voreilender Filz-Rötling – Entoloma plebejum (Kalchbrenner 1874) Noordeloos 1985
- Mausgrauer Filz-Rötling – Entoloma resutum (Fries 1838) Quélet 1876

### SektionHispidula
Der Fruchtkörper-Habitus der Arten aus der Sektion Hispidula erinnert an kleine Risspilzarten mit faserigem bis haarigem Hut, dunklen Lamellen und behaartem Stiel. Das Pigment ist intrazellulär, parietal oder inkrustierend, manchmal eine Kombination dieser Typen. An den Hyphensepten sind Schnallen vorhanden.
Die taxonomische Stellung der Sektion Hispidula ist etwas problematisch. Sie wurde kurzzeitig aufgrund der haarigen Hüte in die Untergattung Inocephalus gestellt, aber das inkrustierende Pigment, das häufig in der Hutdeckschicht beobachtet wird, fehlt in der Untergattung eher. Die Arten der Untergattung Pouzarella Sektion Pouzarella umfassen Fruchtkörper mit einem ähnlichen Habitus, unterscheiden sich aber durch eine unverwechselbare Merkmalskombination: stark inkrustierte Hyphen in allen Teilen des Fruchtkörpers, oftmalig mit Necropigment im Hymenium, lange und inkrustierte Cheilozystiden sowie fehlende Cheilozystiden.
- Risspilzartiger Filz-Rötling – Entoloma hispidulum (M. Lange 1946) Noordeloos 1982
- Risspilzähnlicher Rötling – Entoloma sanvitalense Noordeloos & Hausknecht 1998
- Entoloma terreum Esteve-Raventós & Noordeloos 2004
- Heller Filz-Rötling – Entoloma vezzenaense Noordeloos & Hausknecht 1998

### SektionInocephalus
Die Sektion Inocephalus umfasst Arten mit grau oder braun getönten Fruchtkörpern. Die Cheilozystiden sind flaschenförmig oder kopfig.
- Entoloma carbonicola Noordeloos 1982
- Lilarosa Rötling – Entoloma lilacinoroseum Bon & Guinberteau 1984
- Entoloma pachydermum Arnolds & Noordeloos 2004

### SektionPhlebophora
In der Sektion Phlebophora befinden sich Arten, deren Fruchtkörper einen stark aderigen Hut besitzen und dadurch an einige Dachpilze erinnern.
- Entoloma kitsii Noordeloos 1983

### SektionStaurospora

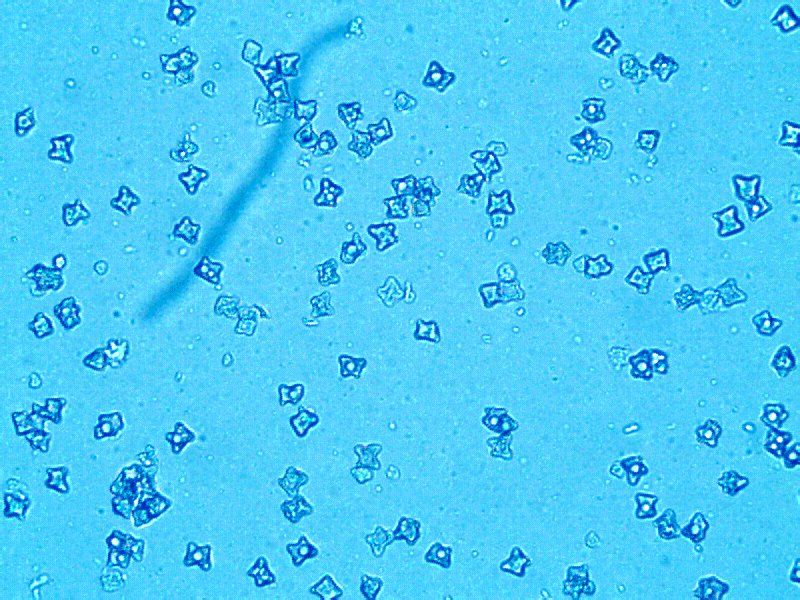
Die besondere Sporenform gab dem Kreuzsporigen Filz-Rötling (Entoloma conferendum) seinen Namen.

Die Arten der Sektion Staurospora haben viereckige oder kreuz-sternförmige Sporen.
- Kreuzsporiger Filz-Rötling – Entoloma conferendum (Britzelmayr 1881) Noordeloos 1980
  - Entoloma conferendum var. incrustatum (Largent & Thiers 1972) Noordeloos & Hausknecht 1998
  - Schmächtiger Kreuzspor-Rötling – Entoloma conferendum var. pusillum (Velenovský 1921) Noordeloos 1980
- Faltighütiger Rötling – Entoloma percuboideum Noordeloos & Hausknecht 1993
- Entoloma prismatospermum (Romagnesi 1974) E. Horak 1976
- Rautensporiger Glöckling – Entoloma rhombisporum (Kühner & Boursier 1929) E. Horak 1976
  - Entoloma rhombisporum var. floccipes Noordeloos 1987

### SektionTristia
Die Arten der Sektion Tristia haben für gewöhnlich sehr dunkelbraune bis nahezu schwarze Fruchtkörper. Der Stiel ist normalerweise glatt und mehr oder weniger poliert. Die Hutoberfläche ist glatt, am Rand durchscheinend gerieft oder nicht, seltener opak und feinfaserig oder plüschartig bedeckt, besonders in der Mitte. Die Huthaut ist eine Cutis, häufig mit Übergängen zu einem Trichoderm – vor allem im Zentrum – bestehend aus aufgeblasenen Endzellen, die in der Breite 10 µm überschreiten können. Das Pigment ist intrazellulär. Das Hutfleisch setzt sich aus langen, spindelförmigen Elementen zusammen, wie es für die Untergattung Nolanea typisch ist. Cheilozystiden fehlen oder sind vorhanden, dann deutlich differenziert keulig, flaschenförmig oder kopfig. Die Sporen haben oftmals eine unregelmäßige Form und sind vieleckig. Die Hyphensepten des Hymeniums weisen Schnallen auf.
Ursprünglich enthielt diese Sektion mit dem Tristen Rötling und dem Welligsporigen Glöckling nur wenige Arten, die in einer Untersektion der Sektion Endochromonema beherbergt waren. Später wuchs die Erkenntnis, dass auch der Nutzlose Glöckling wegen der Existenz gut differenzierter Cheilozystiden in diese Untersektion gestellt werden hätte sollen. Die zunehmende Kenntnis der Variabilität der Arten, speziell beim Nutzlosen Glöckling, und die Entdeckung von Winterhoffs Rötling und Entoloma ranciodorum machten es erforderlich, den Umfang der Untersektion Tristia zu erweitern, bis sie nicht mehr ins gegenwärtige Konzept der Sektion Endochromonema passte. Wölfel & Noordeloos empfahlen für die Gruppe einen sektionalen Status und schlugen vor, die Sektion in die Untergattung Inocephalus zu verschieben.
- Nutzloser Glöckling – Entoloma inutile (Britzelmayr 1898) Noordeloos 1980
- Entoloma ranciodorum Noordeloos & Hausknecht 2002
- Trister Rötling – Entoloma triste (Velenovský 1921) Noordeloos 1979
- Welligsporiger Glöckling – Entoloma undulatosporum Arnolds & Noordeloos 1979
- Winterhoffs Rötling – Entoloma winterhoffii Wölfel & Noordeloos 1997